# Tongchuan, Gansu
Tongchuan är en köping i nordvästra Kina. Den ligger i Qingcheng härad i Qingyang i provinsen Gansu, omkring 330 kilometer öster om provinshuvudstaden Lanzhou. Antalet invånare är 14 053. Befolkningen består av 6 843 kvinnor och 7 210 män. Barn under 15 år utgör 17,0 %, vuxna 15-64 år 73 %, och äldre över 65 år 8,0 %.